# 黃花城村
黄花城村是位于中华人民共和国北京市怀柔区九渡河镇的一个村庄。

## 历史
黄花城长城始建于明朝正统十四年（1449年），当时明英宗御驾亲征被俘，大明兵部尚书于谦为抵御瓦剌军队入侵而修建此处长城，最终该长城于景泰四年完工。由于黄花城地处战略要冲，因此在明朝时期就有不少军户屯驻于此，形成了今天黄花城村的雏形。

## 水长城景观

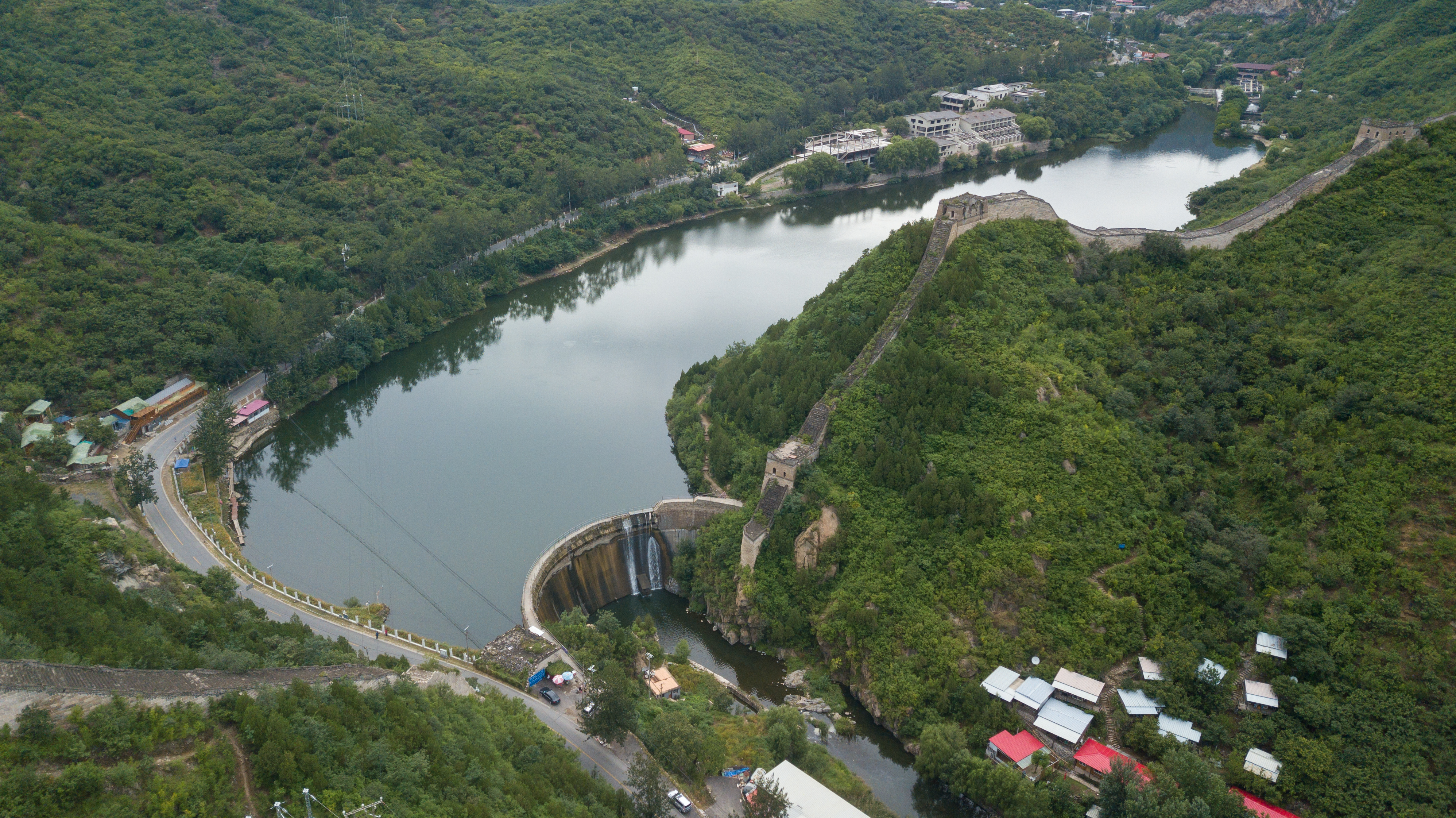
黄花城东侧水库及大坝区域俯瞰

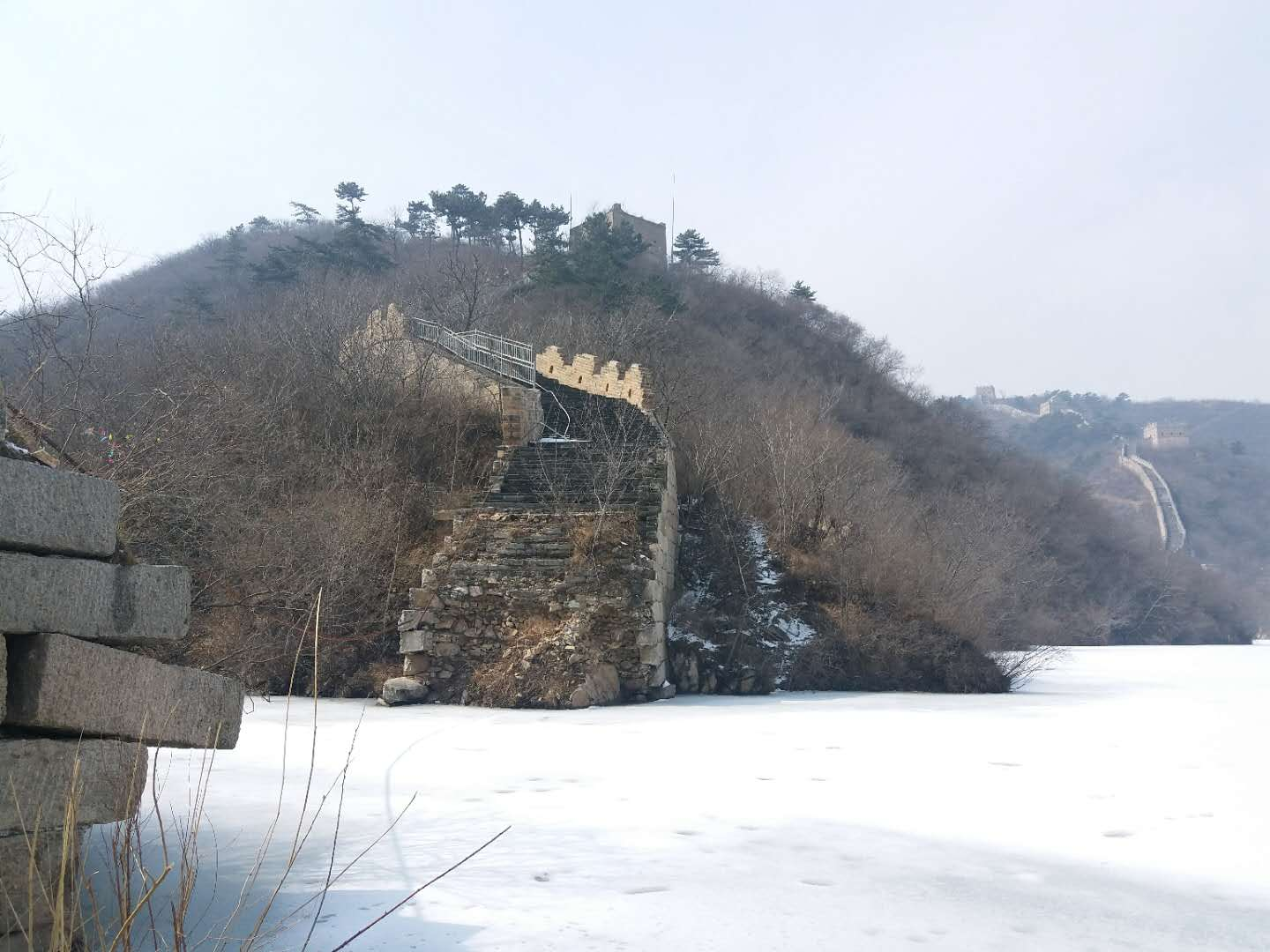
长城入水

该村是旅游胜地黄花城水长城的所在地。水长城之所以得名，这是因为历史上曾有三处长城穿河渡水的景观，但是这一景观在上世纪随着黄花城水库的建设而消失。